# 濱益村
濱益村（日语：〔〕／ Hamamasu mura */?）是過去位於北海道石狩支廳東北部臨日本海的一個村，產業以漁業為主。已於2005年10月1日與厚田村一起併入石狩市，過去的轄區現在設置為地方自治區「濱益區」。
村名源自阿伊努語的「maskin-i」，意思是多的地方，或是「mas-ke」，意思是有海鷗的地方（該地名為「增毛」的詞源，但由於該地名後移給北部的新居民點，因此在原所在地前加上「濱」字以示區別）。也有認為是來自「amam-suke」，意思是煮飯。

## 歷史
- 1707年：設置益毛場所。
- 1902年4月1日：茂生村、群別村合併為濱益村，川下村、尻苗村、清水村、柏木村、實田村合併為黃金村，兩村皆成為北海道二級村。[2]
- 1907年4月1日：黃金村併入，並成為北海道一級村。
- 2005年10月1日：與厚田村一起併入石狩市。

## 交通

### 道路
一般國道
- 國道231號
- 國道451號

### 巴士
- 北海道中央巴士
- 特急羽幌號（沿岸巴士）
- 空知中央巴士（瀧濱線）

## 觀光

### 景點
- 暑寒別天賣燒尻國定公園
- 岡島洞窟遺跡
- 雄冬岬
- 千本櫟
- 白銀瀑布

## 教育
| - 道立北海道濱益高等學校 | - 濱益村立濱益中學校 | - 濱益村立濱益田小學校 |

## 本地出身之名人
- 中井祐樹：巴西柔術家
- 錦風：相撲力士

## 外部連結
- （日語） 濱益村非官方網頁 （页面存档备份，存于）